# Dani Suco
Daniele Cristine Marcelo de Oliveira (São Paulo, 4 de novembro de 1986) é uma voleibolista indoor brasileira com experiência em clubes nacionais, atuante na posição de Central e que conquistou na categoria juvenil da Seleção Brasileira a medalha de ouro no Campeonato Sul-Americano Juvenil de 2004.Em sua carreira por clubes traz em seu currículo dois títulos internacionais de alta relevância: ouro no Campeonato Sul-Americano de Clubes de 2012 e a medalha de ouro no Campeonato Mundial de Clubes de 2012.

## Carreira
A projeção profissional de  Dani Suco tem início no Ecus /Suzano onde competiu na temporada 2002-03. Com o mesmo nome de fantasia disputou a Superliga Brasileira  A 2003-04 terminando na nona colocação, permanecendo  no clube por mais duas temporadas, se seu clube só  disputou a Superliga Brasileira A 2005-06, repetindo a mesma colocação da edição ocorrida na temporada 2003-04; o nome utilizado por seu clube nesta ocasião fora ASBS/Suzano.
Foi convocada para representar a Seleção Brasileira na categoria juvenil e disputou o Campeonato Sul-Americano Juvenil de 2004, conquistando a medalha de ouro desta edição.
Na temporada 2006-07 passa a jogar no Pinheiros /Blue Life e disputou a Superliga Brasileira A 2006-07 terminando na sexta colocação após eliminação nas quartas de final; renovou com o mesmo clube, desta vez usando o nome de fantasia Pinheiros/Blausiegel na temporada 2007-08, chegando as semifinais pela primeira vez em sua carreira , mas sucumbiu diante da Rexona, tendo que disputar  o bronze diante  da equipe de Brusque e  Dani Suco conquista a terceira colocação na Superliga A nessa temporada.Em 2008 foi medalha de  bronze no Torneio da Suíça.
Com contratado renovado por mais uma temporada com o Pinheiros/Mackenzie foi vice-campeã paulista de 2008 e terminou na quinta colocação, após eliminação nas quartas de final  Brusque na Superliga Brasileira A 2008-09.
Em 2009 transfere-se para a Unilever e conquista o vice-campeonato do Torneio da Suíça. Dani Suco alcança na Superliga Brasileira A 2009-10 sua primeira final nesta competição e sagrou vice-campeã desta edição.
Renovou por mais uma temporada com a Unilever e de forma consecutiva chega a mais uma final e desta vez conquistou seu primeiro título na Superliga Brasileira A 2010-11 Após sua primeira conquista da Superliga, Dani foi contratada pelo Usiminas/Minas  e por este clube chega as semifinais da Superliga Brasileira A 2011-12 e após eliminação, fica com a quarta posição.
Já na temporada 2012-13 passou a defender a equipe do Sollys/Osasco, onde obteve suas maiores conquistas até então: sagrou-se campeã paulista de 2012, conquistou o título inédito de sua galeria , ou seja, a inédita medalha de ouro no Campeonato Sul-Americano de Clubes também em 2012 e a qualificação para disputar o Mundial de Clubes, no qual conquistou sua primeira medalha em mundiais. Foi vice-campeã da Superliga Brasileira A 2012-13.
Dani Suco assinou contrato com o clube Maranhão Vôlei/CTGM para disputar na temporada 2013-14 a Superliga Brasileira A e encerrou na décima quarta posição (última posição) na a Superliga Brasileira A 2013-14.
Foi anunciada como reforço da equipe São Cristovão Saúde/São Caetano para as competições da jornada esportiva 2014-15.

## Títulos e Resultados
- 2013-14- 14º lugar da Superliga Brasileira A [10]
- 2012-13-Vice-campeã da Superliga Brasileira A
- 2012-Campeã do Campeonato Paulista
- 2011-12- 4º Lugar da Superliga Brasileira A[7]
- 2010-11- Campeã da Superliga Brasileira A[3]
- 2009-10- Vice-campeã da Superliga Brasileira A[3]
- 2009-Vice-campeã do Torneio da Suíça[3]
- 2008-09- 5º Lugar da Superliga Brasileira A
- 2008-Vice-campeã do Campeonato Paulista[3]
- 2008-3º Lugar do Torneio da Suíça[3]
- 2007-08-3º Lugar da Superliga Brasileira A
- 2006-07-6º Lugar da Superliga Brasileira A
- 2005-06-9º Lugar da Superliga Brasileira A[2]
- 2003-04-9º Lugar da Superliga Brasileira A[2]